# Morro Reatino
Morro Reatino är en ort och kommun i provinsen Rieti i regionen Lazio i Italien. Kommunen hade 343 invånare (2018).